# منتخب زيمبابوي لهوكي الحقل للرجال
منتخب زيمبابوي لهوكي الحقل للرجال هو ممثل زيمبابوي الرسمي في المنافسات الدولية في هوكي الحقل .